# Hybrids
Hybrids és un curtmetratge d’animació de CG eco-responsable dirigit el 2017 per 5 artistes 3D francesos durant els seus estudis al MoPA, escola d'animació a França. El curt va rebre nombrosos reconeixements per part de la indústria CGI i VFX.  for its outstanding achievement in the Visual effect and CGI work quality, i ha guanyat premis en festivals com el COLCOA, la Visual Effects Society, i el L Festival Internacional de Cinema Fantàstic de Catalunya on va guanyar el Premi Anima't al millor curtmetratge d'animació.

## Plot
Quan la fauna marina s'ha d'adaptar a la contaminació que l'envolta, les regles de supervivència canvien.

## Premis
Des del seu llançament, la pel·lícula ha rebut nombrosos reconeixements, seleccions i premis arreu del món, inclosa la VES pels efectes visuals excepcionals en un projecte d'estudiant als 16ns Premis de la Visual Effects Society el 2018.
| Any  | Festival                                             | Premi                                                                  | Resultat  |
| ---- | ---------------------------------------------------- | ---------------------------------------------------------------------- | --------- |
| 2017 | Sitges                                               | "Premi Anima’t"                                                        | Guanyador |
| 2017 | Festival de Cinema de Poitiers                       | 2 Premis : "High School Jury Mention" & "Audience Award"               | Guanyador |
| 2017 | Festival Internacional d'Animació de Palm Springs    | "Millor animació"                                                      | Nominat   |
| 2018 | VES                                                  | "Efectes visuals destacats en un projecte d'estudiant"                 | Guanyador |
| 2018 | COLCOA                                               | ""Millor curt d'animació de Hollywood""                                | Guanyador |
| 2018 | Premi Oscar Estudiantil                              | Millor pel·lícula d'animació internacional                             | Pendent   |
| 2018 | Festival Internacional de Cinema d'Animació d'Annecy | "Distinció del jurat a la millor pel·lícula estudiantil"               | Guanyador |
| 2018 | ITFS 2018 Stuttgart                                  | "Competició internacional i animació per a joves (estudiants), AMAZON" | Guanyador |
| 2018 | SIGGRAPH                                             | "Best in Show"                                                         | Guanyador |
| 2018 | Short Shorts Film Festival                           | "Millor curt d'animació"                                               | Nominat   |
| 2018 | Festival du film francophone d'Angoulême             | "Valois René Laloux"                                                   | Guanyador |

El curt forma part de la projecció de gira mundial a The animation Showcase 2018.